# Granbelm
Granbelm (グランベルム Guranberumu?) es una serie de televisión de anime japonesa de 2019 creada y producida por Nexus.

## Sinopsis
Hace mucho tiempo, el mundo era rico en magia, hasta que los magos y brujas usaron la magia para hacer la guerra entre sí, llevando al mundo al borde de la destrucción. Para evitar esto, un grupo de magos selló toda la magia del mundo en un dispositivo conocido como "Magiaconatus", y desde entonces, la magia ha sido en gran medida olvidada y los magos han ido desapareciendo lentamente, con sólo unas pocas familias mágicas. existentes en todo el mundo.
En la era moderna, sin embargo, la magia está resurgiendo gracias al Granbelm, un torneo en el que participan chicas mágicas que pilotean robots gigantes llamados "Armanox", y el ganador se convierte en el "Princeps Mage" y poder ejercer toda la magia dentro del Magiaconatus. Mangetsu Kohinata descubre que su vida ordinaria ha cambiado para siempre cuando descubre que es una maga y se gana su propio Armanox, el Lirio Blanco. Mientras Mangetsu pelea en Granbelm, conoce a otras chicas que luchan para que se les cumplan sus deseos.

## Personajes

### Personajes principales
Mangetsu Kohinata (小日向 満月 Kohinata Mangetsu?)
 Seiyū: Miyuri Shimabukuro
Shingetsu Ernesta Fukami (新月 エルネスタ 深海 Shingetsu Erunesuta Fukami?)
 Seiyū: Atsumi Tanezaki

### Participantes de Granbelm
Anna Fugo (アンナ・フーゴ Anna Fūgo?)
 Seiyū: Yōko Hikasa
Suishō Hakamada (袴田 水晶 Hakamada Suishō?)
 Seiyū: Aoi Yūki
Rosa (ロサ?)
 Seiyū: Chinatsu Akasaki
Nene Rin (林 寧々 Rin Nene?)
 Seiyū: Yurika Kubo
Kuon Tsuchimikado (土御門 九音 Tsuchimikado Kuon?)
 Seiyū: Manaka Iwami

### Personajes secundarios
Kibō Kohinata (小日向 希望 Kohinata Kibō?)
 Seiyū: Hikaru Akao
Nana Rin (林 菜々 Rin Nana?)
 Seiyū: Juri Kimura
Mimi Rin (林 美々 Rin Mimi?)
 Seiyū: Nozomi Kasuga
Claire Fugo (クレア・フーゴ Claire Fūgo?)
 Seiyū: Marika Kouno
Sasha (サーシャ Sāsha?)
 Seiyū: Yumi Uchiyama
Shisui Tsuchimikado (土御門 四翠 Tsuchimikado Shisui?)
 Seiyū: Yukari Tamura

## Producción y lanzamiento
Granbelm fue animada por Nexus. Está dirigida por Masaharu Watanabe y escrita por Jukki Hanada, con diseños de personajes originales de Shinichirou Otsuka y música compuesta por Kenichirō Suehiro. La serie se emitió del 5 de julio al 26 de septiembre de 2019 en el bloque de programación Animeism. Eir Aoi interpretó el tema de apertura de la serie "Tsuki o Ou Mayonaka", mientras que Uru interpretó el tema de cierre de la serie "Negai". Se transmite en Crunchyroll, que se asocia con Sentai Filmworks para lanzar la serie en video casero en los Estados Unidos.